# Поєнь (Парінча, Бакеу)
Поєнь, Поєні (рум. Poieni) — село у повіті Бакеу в Румунії. Входить до складу комуни Парінча.
Село розташоване на відстані 242 км на північ від Бухареста, 21 км на південний схід від Бакеу, 81 км на південний захід від Ясс, 134 км на північний захід від Галаца.

## Населення
За даними перепису населення 2002 року у селі проживали 111 осіб, усі — румуни. Усі жителі села рідною мовою назвали румунську.